# Slangebarkfyr
Slangebarkfyr (Pinus heldreichii), også skrevet Slangebark-Fyr, er et mellemstort, stedsegrønt nåletræ med en opret, kegleformet vækst og en helt ret stamme. 

## Beskrivelse
Barken er først lysegrøn med blågrå belægning. Senere bliver den lysebrun og glat, men efterhånden grågrøn med fine, langsgående sprækker. Ældre grene og stammer får en lysegrå bark med ruderformede plader, der er beklædt med tynde, hvide skæl. Knopperne er forholdsvist store med en langt tilløbende spids og tynde, rødlige skæl med hvide kanter. 
Nålene  sidder parvist i kompakte kranse, og de er meget mørkt grønne og stive med tandet rand og stikkende spids. De lysegule, hanlige blomster findes i ægformede eller cylindriske stande på den inderste del af etårsskuddene, mens de purpurrøde, hunlige blmster sidder 3-5 sammen ved skudspidserne. Det første år er koglen blåviolet med små udspærrede torne. Det andet år bliver den rent blå og ægformet. Ved fuld modenhed er den rødbrun. Frøene er vingede, elliptiske og grå.
Rodnettet består af en dybtgående, kraftig pælerod og kraftige siderødder.
Højde x bredde og årlig tilvækst: 20 x 10 m (50 x 25 cm/år).

## Hjemsted
Arten betragtes som en istidsrelikt, som nu er begrænset til små bestande i Syditaliens og Balkanlandenes bjerge. De vokser mest på smuldrende klippegrund, hvor der stort set kun kommer nedbør i form af styrtregn om vinteren. Derfor er arten tilpasset tør og næringsfattig jord, gerne over kalksten i højder mellem 700 og 2.500 m. Arten er enerådende på klippevægge og vindpåvirkede steder, og i højder over 2.000 m er den dominerende og danner trægrænse. 
På Olympos vokser arten sammen med bl.a. Abies borisii-regis (en art af ædelgran), buksbom, humlebøg, kristtorn, merian, nældetræ, parykbusk, valnød, alpekorsved, alpevoldtimian, balkananemone, bjergkrognål, bjergmandstro, bredbladet stenved, citronmelisse, duneg, Festuca valesiaca, filtet soløje, garvesumak, græsk jordbærtræ, hvid stenurt, katteskæg, kirsebærkornel, krybende ene, laurbærdafne, mannaask, melittis, mørk kongelys, navr, nøgleklokke, orientalsk avnbøg, orientalsk bøg, salviebladet soløjetræ, Scilla nivalis (en art af skilla), skovbjergmynte, snepude, steneg, storrodet storkenæb, trælyng, ungarsk eg, vedbendbladet alpeviol, vintersar, vortet benved, vårensian, ædelkortlæbe og ægte laurbær

## Sorter
- Slangebarkfyr 'Compacta Gem' (Pinus heldreichii 'Compacta Gem')
- Slangebarkfyr 'Malinki' (Pinus heldreichii 'Malinki')
- Slangebarkfyr 'Satellit' (Pinus heldreichii 'Satellit')

| Portal | Portal:Botanik |

## Note
1. ↑  Conradin A. Burga,  Frank Klötzli og Georg Grabherr (Udg.): Gebirge der Erde (tysk)